# Real Madrid Castilla
Real Madrid Castilla, ook bekend als Real Madrid B is een voetbalclub uit Spanje. Het is het tweede elftal van de Spaanse topclub Real Madrid. Thuisstadion is het Estadio Alfredo Di Stéfano in Madrid dat een capaciteit heeft van 6.000 plaatsen.

## Geschiedenis
Real Madrid Castilla werd in 1943 opgericht als Plus Ultra CF. In 1972 werd deze naam veranderd in Castilla CF. In 1980 bereikte Castilla CF de finale van de Copa del Rey, waarin de club het op moest nemen tegen Real Madrid. Er werd met 6-1 verloren, maar omdat Real Madrid zowel de landstitel als de beker had gewonnen, kwalificeerde Castilla CF zich voor de Europacup II van het seizoen 1980/1981. West Ham United schakelde de club uit in dit toernooi. Vanaf 1991 kreeg het team het voorvoegsel "Real Madrid". In het seizoen 1997/98 was RM Castilla dicht bij promotie naar de Segunda División A. In de play-off moest het team het opnemen tegen Barça B, het tweede elftal van aartsrivaal FC Barcelona: El Clásico in het klein. Barça B, met onder anderen Xavi Hernández, Carles Puyol, Gabri García en Gerard López in de gelederen, promoveerde uiteindelijk ten koste van RM Castilla, mede door een 5-0-overwinning in het Mini Estadi. In 2005 promoveerde het team wel naar de Segunda A. Met een negentiende plaats in het seizoen 2006/2007 zakte Real Madrid Castilla af naar de Segunda División B.
Real Madrid Castilla speelde seizoen 2012-2013 opnieuw in de Segunda División A maar degradeerde na 2 seizoenen weer naar de Segunda División B.

## Overzichtslijsten

### Castilla in Europa
#R = #ronde, T/U = Thuis/Uit, W = Wedstrijd, PUC = punten UEFA coëfficiënten .
Uitslagen vanuit gezichtspunt CF Castilla
| Seizoen | Competitie   | Ronde | Land              | Club               | Totaalscore | 1e W    | 2e W       | PUC |
| ------- | ------------ | ----- | ----------------- | ------------------ | ----------- | ------- | ---------- | --- |
| 1980/81 | Europacup II | 1R    | Vlag van Engeland | West Ham United FC | 4-6         | 3-1 (T) | 1-5 nv (U) | 2.0 |

Totaal aantal punten voor UEFA coëfficiënten: 2.0
Zie ook:
- Deelnemers UEFA-toernooien Spanje
- Ranglijst van alle clubs die in de diverse Europa Cups zijn uitgekomen

## Bekende (oud-)Madrilenen

### Spelers
Veel spelers die later in het eerste elftal van Real Madrid speelden en afkomstig waren uit de jeugdopleiding van de club, speelden eveneens voor Real Madrid Castilla.
- Marcos Alonso
- Álvaro Arbeloa
- Raúl Asencio
- Antonio Blanco
- Emilio Butragueño
- José Callejón
- José Antonio Camacho
- Esteban Cambiasso
- Dani Carvajal
- Casemiro
- Iker Casillas
- Chendo
- Fabinho
- Javi García
- Esteban Granero
- Guti
- Achraf Hakimi
- Mario Hermoso
- Jeffrey Hoogervorst
- Diego Llorente
- Marcos Llorente
- Julen Lopetegui
- Diego López
- Juan Mata
- Álvaro Morata
- Nacho
- Álvaro Negredo
- Martin Ødegaard
- Dani Parejo
- Paco Pavón
- Nico Paz
- Mink Peeters
- Raúl
- Sergio Reguilón
- Rodrigo
- Rodrygo
- Pablo Sarabia
- Roberto Soldado
- Federico Valverde
- Lucas Vázquez
- Vinícius

### Trainers
- Amancio Amaro
- Álvaro Arbeloa
- Rafael Benítez
- Vicente del Bosque
- Julen Lopetegui
- Míchel
- Juan Ramón López Caro
- Raúl
- Santiago Solari
- Zinédine Zidane

Grupo 1:
Amorebieta .
Andorra .
Arenteiro ·
Barakaldo . 
FC Barcelona Atlètic ·
Bilbao Athletic .
Celta B ·
Irun ·
Cultural Leonesa ·
Lugo ·
Osasuna B ·
Ourense CF .
Ponferrada ·
Segovia .
Sestao River ·
Real Sociedad B ·
Tarragona ·
Tarazona ·
Salamanca .
Zamora CF

Grupo 2:
Alcorcón .
Alcoyano ·
Algeciras ·
Antequera ·
Atlético Madrid B ·
Atlético Sanluqueño ·
Real Betis B .
Ceuta ·
Fuenlabrada ·
Hércules Alicante .
Ibiza ·
Intercity ·
Marbella ·
Mérida ·
Murcia ·
Real Madrid Castilla ·
Recreativo Huelva ·
FC Sevilla B .
Villarreal B .
Yecla